# Sixhaven (metrostation)
Sixhaven is een gepland, maar (nog) niet gebouwd metrostation van metrolijn 52 van de Amsterdamse metro, de Noord/Zuidlijn. Er is in bouwkundig opzicht ruimte vrijgehouden in de reeds gebouwde metrotunnel. De locatie van dit mogelijke station is onder de Sixhavenweg, direct ten noorden van het IJ op de oostoever van het Noordhollandsch Kanaal, ter hoogte van de Willem I-sluis en ten westen van de gelijknamige jachthaven in Amsterdam-Noord en ligt tussen het Centraal Station en station Noorderpark.
In januari 2021 werd de bouw van het metrostation afgeblazen.

## Metrostation Sixhaven afgeblazen
In januari 2021 werd bekendgemaakt dat de gemeente Amsterdam afziet van de (af)bouw van het metrostation Sixhaven. De sterk gestegen kosten hiervoor, in relatie tot de afgenomen urgentie van de bouw van het station, waren hier oorzaak van. In 2017 werden de kosten nog op circa 45 miljoen euro geschat, in 2021 was dat bedrag gestegen tot 150 miljoen euro, exclusief BTW. In 2003 werd de bouw al uitgesteld wegens de (te) hoge kosten, toen nog geraamd op 30 miljoen euro.
Een belangrijke oorzaak van de stijging van de bouwkosten lag in het uit 2018 daterende beveiligingssysteem Signalling & Control (S&C) van de metro, dat voor dit extra station ingrijpend zou moeten worden aangepast met hoge kosten ten gevolge. In 2019 werd al rekening gehouden met extra kosten van zeker 50 miljoen euro.
Door de inzet van meer en grotere veren over het IJ is en wordt de capaciteit hiervan sterk vergroot. Naast het Buiksloterwegveer moest ook het IJpleinveer vanaf 2022 een belangrijkere rol krijgen in het verkeer tussen Amsterdam-Noord en de zuidelijke oever van het IJ. Dit zou gepaard gaan met de bouw van een extra fiets- en voetgangersbrug over het Noordhollandsch Kanaal, circa 200 meter ten noordoosten van de Willem I-sluis. Verwacht wordt dat dit tot zeker 2030 voldoende capaciteit zal bieden.

## Discussie over de noodzaak
De discussie over de noodzaak van dit station laaide op in september 2014, toen de komst van een groot congreshotel in de wijk Overhoeks werd aangekondigd. Wethouder Pieter Litjens maakte bekend dat ondanks al deze nieuwe ontwikkelingen de realisatie van dit station een project "voor de lange termijn" zal zijn. Technisch is de bouw van het station wel mogelijk, maar volgens Noord/Zuidlijn-directeur Peter Dijk zou de beoogde voltooiing en ingebruikname van de lijn in oktober 2017 (uiteindelijk verschoven naar juli 2018) dan niet worden gehaald. Vanuit de gemeenteraad is overigens in 2015 en 2016 door het D66-raadslid Vink gevraagd dit station alsnog aan te leggen om daarmee de drukke ponten te ontlasten en de gebiedsontwikkeling in Amsterdam-Noord te ondersteunen. Een motie Vink die hierom vroeg werd in februari 2016 aangenomen door de Amsterdamse gemeenteraad.

## Bouwdok Sixhaven
Het is de locatie van het voormalige 350 meter lange, 20 meter brede en 10 meter diepe Bouwdok Sixhaven, waar vanaf 2003 werd gebouwd aan de drie 130 meter lange segmenten voor de zinktunnel onder het IJ en het eveneens 130 meter lange segment onder de Middentunnel van het Centraal Station, dat ook de beide metroperrons bevat. Na voltooiing van de vier tunneldelen werden deze verplaatst naar de Suezhaven in het Westelijk Havengebied, totdat ze in 2011 (Centraal Station) en 2012 (de overige drie delen) zouden worden afgezonken in het IJ. Vervolgens is het dok verbouwd tot normale metrotunnel, maar wel breder en hoger dan normaal. Een grote, tijdelijke opening in het dak van de tunnel speelde tijdens de afbouwfase van de lijn, tussen 2013 en 2016, een belangrijke rol bij de aan- en afvoer van bouwmaterialen, werkmaterieel en andere apparatuur en werd daarna afgedekt.

## Waterkering
Ten zuiden van het beoogde station bevindt zich een tweetal waterkeringen in de vorm van verticale schuifdeuren, die Amsterdam-Noord moeten beschermen tegen overstromingen in geval van een lekkage in de tunnel. Aan de noordzijde van het beoogde station is een nooduitgang gerealiseerd. De bijbehorende gebouwtjes op maaiveldniveau zijn ontworpen door Benthem Crouwel Architekten, het bureau dat ook verantwoordelijk is voor het ontwerp van de zeven nieuwe metrostations langs de lijn. Dit bureau heeft ook verkennende studies uitgevoerd voor dit mogelijke metrostation.

## Mogelijk metrostation
In eerste instantie is hier een extra opstelspoor tussen de beide doorgaande metrosporen gerealiseerd. Als in de toekomst het metrostation Sixhaven zou worden gebouwd wordt de ruimte voor dit derde spoor daarvoor benut. Op de plaats van het spoor is ruimte voor een eilandperron van 130 meter lang en 7 meter breed op een diepte van 7,6 meter onder NAP. Het ontwerp voor het station heeft een eenvoudige opzet, met twee toegangen aan beide kopse kanten, met voldoende ruimte voor een roltrap en een vaste trap, overdekt met een kleine overkapping, waarbij de trappen vanaf het maaiveld direct uitkomen op het perron. De poorten ten behoeve van het OV-chipkaartsysteem zouden op straatniveau moeten worden geplaatst. Onder de trappen is ruimte voor technische voorzieningen.
In eerste instantie zijn, vanwege de geringe diepte van de tunnel en vanwege het hoogteverschil van ongeveer twee meter in het maaiveld over de lengte van 130 meter van het station, bij dit station geen ondergrondse tussenverdiepingen voorzien, zoals die wel zijn toegepast bij alle andere ondergrondse metrostations in Amsterdam. Een lift zou onafhankelijk van de beide toegangen moeten worden gesitueerd, omdat daarvoor aan de kopse kanten van het station geen ruimte is.

### Advies Aanleg Station Sixhaven, 2009
In 2009, toen de bouw van de Noord/Zuidlijn enige tijd stillag in verband met het onderzoek van de commissie-Veerman, heeft de dienst Infrastructuur Verkeer en Vervoer (DIVV) van de gemeente Amsterdam in samenwerking met het projectbureau Noord/Zuidlijn onderzocht of het mogelijk was station Sixhaven alsnog versneld aan te leggen en tegelijk met de rest van de lijn open te stellen. De conclusie van het onderzoek was dat de kosten voor het alsnog aanleggen van station Sixhaven tussen de 12 miljoen euro en 18 miljoen euro zouden bedragen, maar dat de aanleg van het station de opening van de Noord/Zuidlijn waarschijnlijk verder zou vertragen. Op basis hiervan is besloten het station (voorlopig) niet aan te leggen, maar een latere aanleg "technisch niet onmogelijk te maken."

### Verkennend variantenonderzoek uitbreiding metronet Amsterdam, 2015
Als onderdeel van het coalitieakkoord dat D66, VVD en SP in juni 2014 sloten voerde de gemeente een verkennend variantenonderzoek uit naar mogelijke uitbreidingen van het metronetwerk in Amsterdam. Dit onderzoek is in december 2015 aan de gemeenteraad aangeboden. Onderdeel van de verkenning was een onderzoek naar de haalbaarheid van het aanleggen van station Sixhaven na de ingebruikname van de Noord/Zuidlijn. Naast de variant met een smal eilandperron van 5,84 meter is tevens een variant onderzocht met twee zijperrons achter elkaar, met een gering gedeelte als eilandperron in het midden, met ruimte voor een lift. Het voordeel van deze variant is dat reizigers kunnen beschikken over perrons van ruim voldoende breedte.
De kosten voor de aanleg van het station werden in deze verkenning geschat op 65 miljoen euro. Een fietsverbinding over of onder het Noordhollandsch Kanaal, die wordt geraamd op 6 miljoen euro, maakt echter deel uit van de verkenning, waardoor de totale geschatte kosten uitkomen op 71 miljoen euro. In de maatschappelijke kosten- en batenanalyse (MKBA) die is uitgevoerd door Decisio komt een score van 0,77 naar voren voor de variant met fietsverbinding en een score van 0,52 voor de variant zonder fietsverbinding. Dit betekent dat de maatschappelijke kosten hoger zijn dan de maatschappelijke baten. Decisio merkt echter op er "een grote onzekerheid rond de investeringskosten [bestaat]" en dat "nadere detaillering zal moeten uitwijzen wat deze daadwerkelijk bedragen. Indien ze 30 procent lager uitvallen dan geraamd, zijn de baten in verhouding met de kosten." Decisio wijst er in het bijzonder op dat "de kostenraming van het afbouwen van station Sixhaven onder andere standaardopslagen voor archeologisch onderzoek, ruimen van explosieven, verleggen kabels en leidingen buiten het contract om, vooronderzoeken, engineeringskosten in de voorbereidende fase die oplopen tot circa 10 miljoen euro (excl. BTW) en een algemene risico-opslag van 20 procent over alle (inclusief voorgenoemde) kosten [omvat]." Het bureau vraagt zich dan ook af "of deze kostenopslagen ook van toepassing zijn op een station dat reeds voorbereid is."

## Mogelijke aftakking naar Zaanstad
Mocht men in de toekomst een aftakking willen maken in noordwestelijke richting (Tuindorp Oostzaan en Zaanstad), die werd voorgesteld in het voorlaatste door de Gemeente Amsterdam opgestelde Structuurplan uit 2003 en in de Metronetstudie uit 2007, dan zouden de tunnel en het mogelijke station ter plaatse moeten worden verbouwd en verbreed. Met een dergelijke aftakking is in de huidige bouwkundige en constructieve opzet geen rekening gehouden, maar onmogelijk is het niet. In 2002 vervaardigde Benthem Crouwel Architekten een ontwerp voor een viersporig station met twee eilandperrons, waarbij de nieuwe buitenste sporen bestemd zijn voor een metrolijn naar Zaanstad. Volgens dat plan zouden er wel twee stationshallen worden gerealiseerd op een tussenniveau tussen maaiveld en perrons.

## Galerij

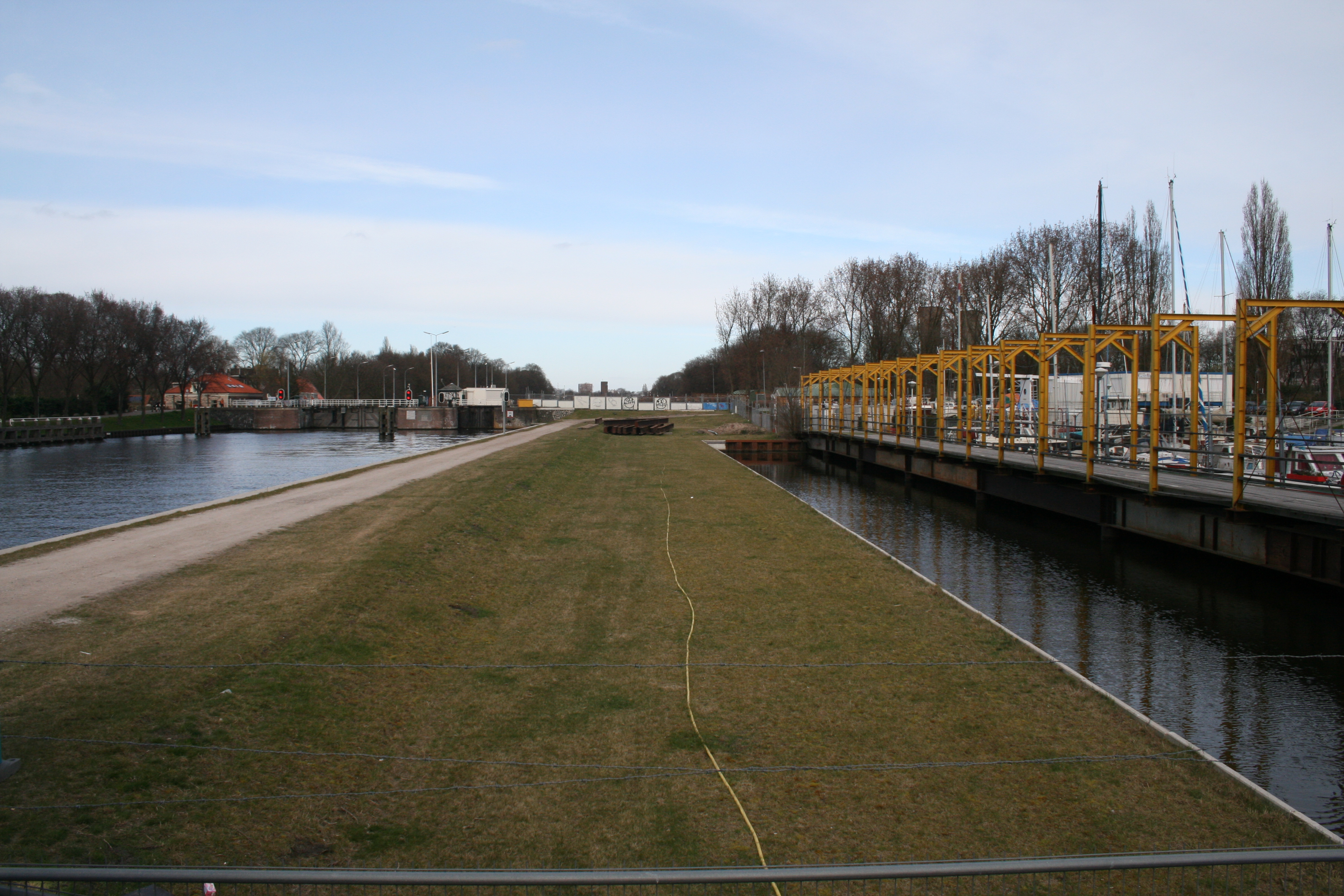
De locatie van het mogelijke metrostation Sixhaven gezien in noordelijke richting, maart 2011.
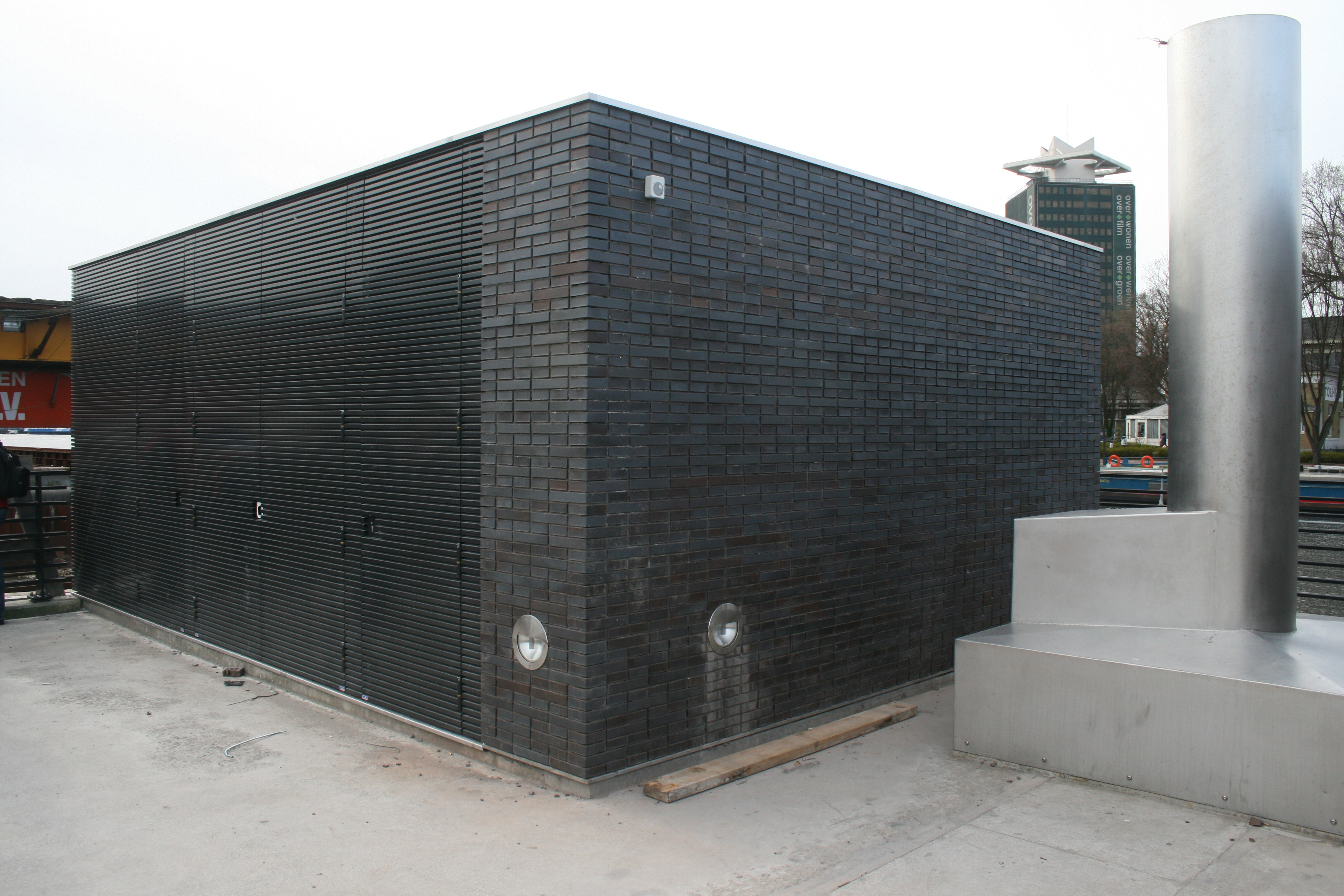
Het 'Schuivengebouw' ten behoeve van de beide waterkeringen, maart 2011.
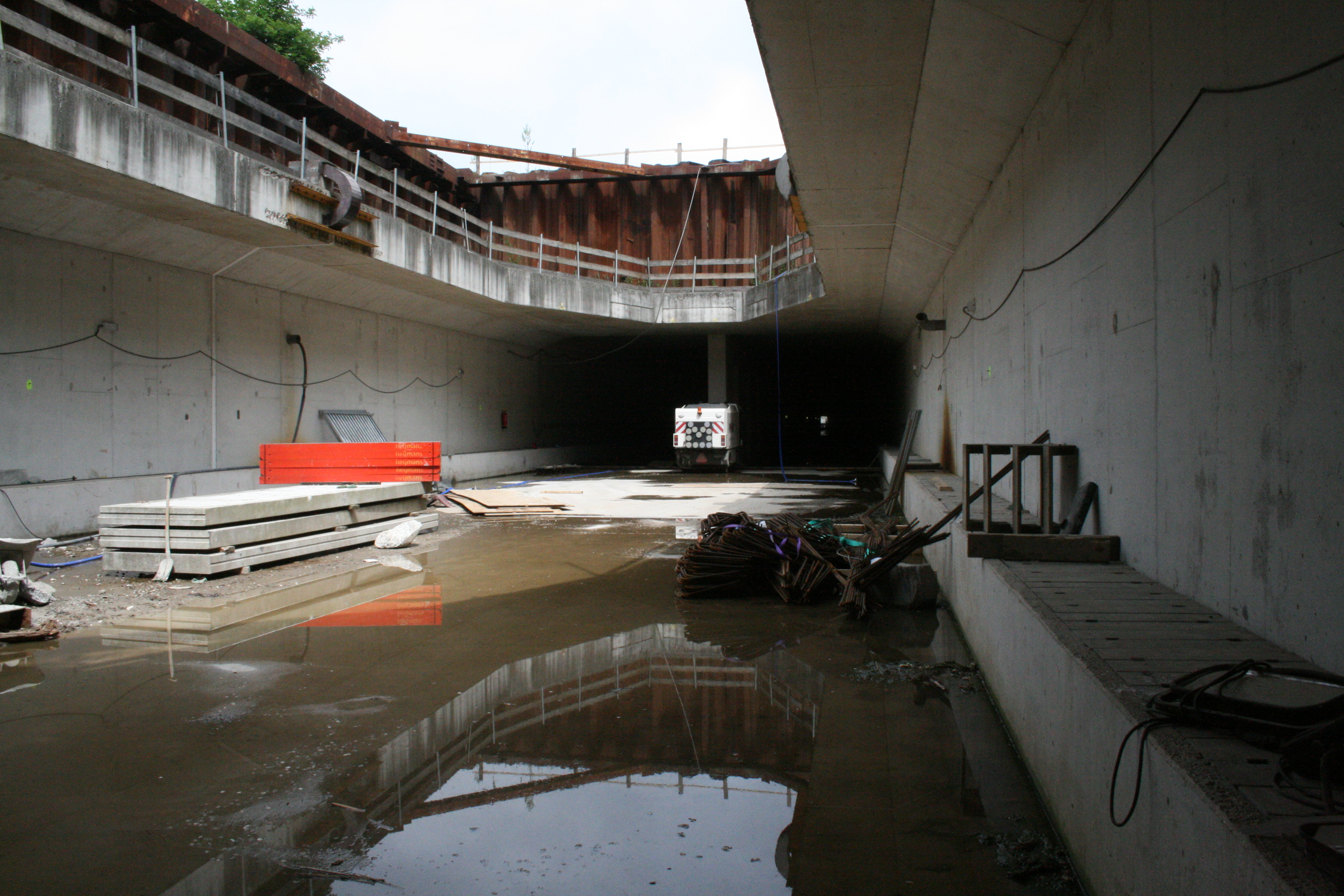
Het tijdelijke gat in het tunneldak bij de Sixhaven, juni 2013.
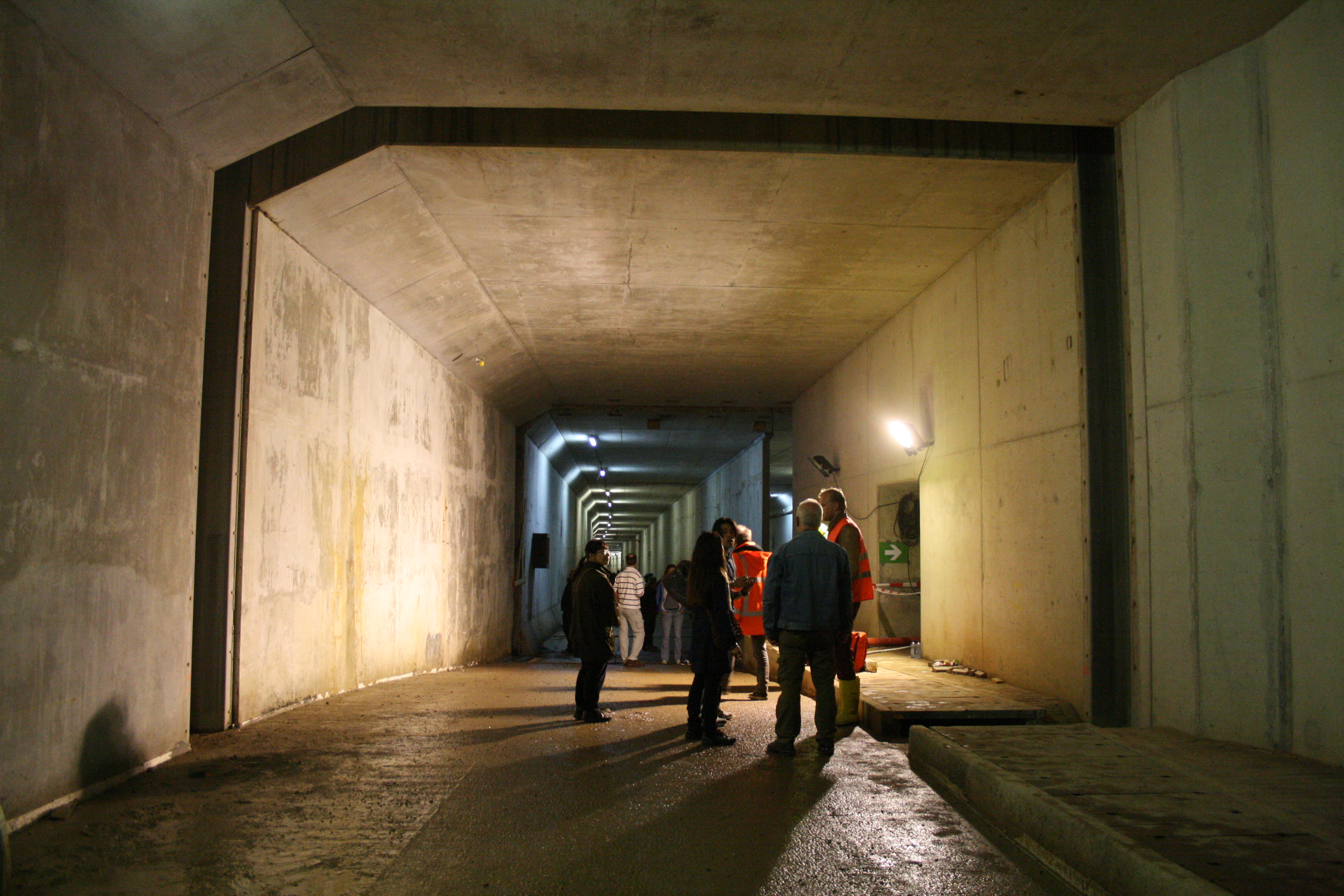
De neerlaatbare waterkering bij de Sixhaven, juni 2013.